# Evoluzione terra
Evoluzione terra è una striscia televisiva andata in onda nel 2021 con la conduzione di Beppe Convertini.

## Il programma
Il programma racconta otto storie di agricoltura e di aziende che dedicano tutte le proprie risorse alla terra e alla qualità dei prodotti che coltivano. La campagna italiana dalla straordinaria bellezza con uomini e donne che credono ogni giorno in un futuro sostenibile. "Evoluzione terra" è un programma firmato dagli autori Tommaso Martinelli e Luigi Miliucci con la collaborazione di Sacha Lunatici. La regia è firmata da Roberto Pinnelli.

## Edizioni
| Edizione | Anno | Conduzione       | Periodo          | Periodo         | Puntate |
| Edizione | Anno | Conduzione       | Inizio           | Fine            | Puntate |
| -------- | ---- | ---------------- | ---------------- | --------------- | ------- |
| 1ª       | 2021 | Beppe Convertini | 28 novembre 2021 | 16 gennaio 2022 | 6       |

## Puntate ed ascolti

### Prima edizione (2021)
| Puntata | Messa in onda    | Ascolti        | Ascolti |
| Puntata | Messa in onda    | Telespettatori | Share   |
| ------- | ---------------- | -------------- | ------- |
| 1       | 28 novembre 2021 | 1.641.000      | 19,8%   |
| 2       | 12 dicembre 2021 | 1.364.000      | 17,03%  |
| 3       | 26 dicembre 2021 | 1.667.000      | 18,5%   |
| 4       | 2 gennaio 2022   | 1.490.000      | 18,3%   |
| 5       | 9 gennaio 2022   | 1.697.000      | 17,8%   |
| 6       | 16 gennaio 2022  | 1.510.000      | 18,3%   |

## Audience
| Edizione | Rete televisiva | Anno | Stagione        | Programmazione | Programmazione | Programmazione | Programmazione | Programmazione | Programmazione | Programmazione | Telespettatori | Share  |
| Edizione | Rete televisiva | Anno | Stagione        | L              | M              | M              | G              | V              | S              | D              | Telespettatori | Share  |
| -------- | --------------- | ---- | --------------- | -------------- | -------------- | -------------- | -------------- | -------------- | -------------- | -------------- | -------------- | ------ |
| 1ª       | Rai 1           | 2021 | autunno-inverno |                |                |                |                |                |                |                | 1.561.000      | 18,29% |